# Bindax
Genre
Synonymes
- Eustirognathus Pocock, 1898

Bindax est un genre d'araignées aranéomorphes de la famille des Salticidae.

## Distribution
Les espèces de ce genre se rencontrent en Indonésie à Sulawesi, au Viêt Nam et aux Îles Salomon.

## Liste des espèces
Selon World Spider Catalog (version 25.0, 06/07/2024) :
- Bindax chalcocephalus (Thorell, 1877)
- Bindax dalat Logunov, 2024
- Bindax oscitans (Pocock, 1898)

## Systématique et taxinomie
Ce genre a été décrit par Thorell en 1892 dans les Attidae.
Eustirognathus a été placé en synonymie par Prószyński en 1987.

## Publication originale
- Thorell, 1892 : « Studi sui ragni Malesi e Papuani. IV, 2. » Annali del Museo Civico di Storia Naturale di Genova, vol. 31, p. 1-490 (texte intégral).